# Дамаскус (Арканзас)
Дамаскус (енгл. Damascus) град је у америчкој савезној држави Арканзас.

## Демографија
По попису из 2010. године број становника је 382, што је 76 (24,8%) становника више него 2000. године.
| Група             | 2000.       | 2010.       |
| Белци             | 295 (96,4%) | 369 (96,6%) |
| Афроамериканци    | 3 (1,0%)    | 0 (0,0%)    |
| Азијати           | 0 (0,0%)    | 0 (0,0%)    |
| Хиспаноамериканци | 4 (1,3%)    | 4 (1,0%)    |
| Укупно            | 306         | 382         |